# تنزیل
تنزیل، که عموماً نرخ تنزیل گفته می‌شود(به فرانسوی: actualisation) روشی است برای تخمین ارزش حال یا ارزش فعلی جریان وجوه نقدی، که در زمان‌بندی مشخصی در آینده قابل دریافت می‌باشند. مبنای تئوری و منطق این روش، براساس این حقیقت می‌باشد که «یک دلار امروز، بیشتر از یک دلار فردا ارزش دارد»، که این حقیقت به دلایل مختلف، از جمله وجود تورم و هزینه نگهداری پول و غیره، بدیهی بنظر می‌رسد. در حقیقت تنزیل روشی است، برای بروز نمودن ارزش پولی که در آینده قابل دریافت است.
تنزیل را می‌توان جزو اصلی‌ترین ارکان علوم مالی یا تامین مالی دانست، که با استفاده از آن می‌توان تمامی دارایی‌های موجود، از جمله اوراق قرضه را ارزیابی نمود. در این روش ارزیابی، ارزش حال یا فعلی دارایی با استفاده از داده‌هایی مانند نرخ بازده، مبلغ اقساط دریافتی یا پرداختی (خالص جریان وجوه نقد در هر مقطع زمانی)، زمان دریافت یا پرداخت جریان وجوه و قیمت اسمی آن محاسبه می‌شود.